# Austromuellera
Austromuellera är ett släkte av tvåhjärtbladiga växter. Austromuellera ingår i familjen Proteaceae.
Kladogram enligt Catalogue of Life:
| Austromuellera | \| \| Austromuellera trinervia \| \| \| \| \| \| Austromuellera valida \| \| \| \| |
|                | \| \| Austromuellera trinervia \| \| \| \| \| \| Austromuellera valida \| \| \| \| |
|                | Austromuellera trinervia                                                           |
|                |                                                                                    |
|                | Austromuellera valida                                                              |
|                |                                                                                    |